# Afrasiab (Mythos)
Afrasiab (persisch افراسياب, DMG Afrāsiyāb; avestisch: Fraŋrasyan; mittelpersisch: Frāsiyāv, Frāsiyāk und Freangrāsyāk) ist der Name eines Königs aus der iranischen Sage und Mythologie. Im iranischen Nationalepos Schahname ist er der größte Feind der Iraner bzw. der Kayaniden.

## Afrasiab in der Avesta
Afrasiab als Name wird mehrfach in der Avesta erwähnt. Gemeinsam mit den Turaniern wird er als ein dunkler Iranier, das heißt als ein Iranier, der nicht  die gute Religion Zarathustras  befolgt, beschrieben.

## Afrasiab im Schahname
Afrasiab, der König von Turan, ist der Sohn von Paschang (پَشَنْگ), Bruder von Garsiwaz und Vater des Schideh (auch Šīde oder Shydu). Afrasiab zieht mehrfach gegen Iran in den Krieg und ist u. a. für den Tod Schah Nowzars und des iranischen Helden Siyawasch, Afrasiabs Schwiegersohn und Sohn des Schahs Kai Kawus, verantwortlich. Schließlich stellt sich der iranische König Kai Chosrau Afrasiab entgegen, und Afrasiab, der „feuerspuckende Drache“, welcher sogar seinen eigenen Bruder erschlagen hatte, wird nach langem Kampf von Rostam, dessen Vater Zāl ebenfalls gegen Afrasiab kämpfte, besiegt und von Kai Chosrau getötet.

„Man schleppt' ihn aus des Henkers Hand
In schwerem Band und üblen Stand
Und stellte hin vor Chosro ihn,
,Blut weint' er auf Blutwangen hin.
Der Schah von Iran erschloß den Mund,
Sprach von der Schüssel, dem Dolch und der Wund'
Und hieb den Feldherrn mitten entzwei,
Der Schar entfuhr ein Schreckensschrei.“

## Afrasiab im Diwān lughāt at-turk
Die turkstämmigen Karachaniden setzten Afrasiab mit dem legendären türkischen Volkshelden Alp Er Tunga gleich, auf den sie ihren Stammbaum zurückführten. Dies wird unter anderem vom türkischen Historiker Mahmud al-Kāschgharī (11. Jahrhundert) in seinem Diwān lughāt at-turk („Enzyklopädie der türkischen Sprache“) berichtet. Wahrscheinlich basierte diese Annahme auf einer Verwechslung, denn in Firdausis „Schāhnāme“ wird tatsächlich ein gewisser Qarakhan als Sohn Afrasiabs angegeben. Jedoch handelt es sich nachweislich um einen frei erfundenen Charakter.

## Der historische Afrasiab
Historisch entspricht Ferdosis Afrasiab wahrscheinlich einem oder mehreren Herrschern der Hephthaliten, die im 5. und 6. Jahrhundert mehr als 150 Jahre mit den sassanidischen Persern und ihren Verbündeten (u. a. die Göktürken) im Krieg standen, bevor sie durch Chosrau I., dem historischen Vorbild für Ferdosis Kai Chosrau, endgültig besiegt und vertrieben wurden.

## Weblink
- Afrasiab (Mythos). In: Ehsan Yarshater (Hrsg.): Encyclopædia Iranica. (englisch, iranicaonline.org – mit Literaturangaben).